# Orthomyxoviridae
Orthomyxoviridae es una familia de virus de ARN que infectan a los animales. Incluyen a los virus causantes de la gripe.

## Presencia en distintas especies
La familia Orthomyxoviridae incluye varios géneros de virus que infectan a diferentes animales:[cita requerida]
- Influenzavirus A: aves y humanos, equinos, suinos, visón, focas, ballenas.
- Influenzavirus B: humanos y focas solamente.
- Influenzavirus C: humanos y suinos (porcinos) (rara enfermedad seria).
- Isavirus: salmón coho, trucha arcoíris, otras variedades de salmón.
- Thogotovirus: infección humana ocasional (orthomyxovirus trasmitidos por garrapatas).

#### Enfermedades
- Gripe aviaria
- Gripe porcina
- Anemia infecciosa del salmón
- Influenza Equina

## Morfología del virión
Se caracteriza por presentar envoltura y ser isométrico, con la siguiente morfología (del interior al exterior):
- Ribonucleoproteínas (8 segmentos en tipos A y B, 7 en C).
- ARN-Pol dependiente de ARN.
- Proteína NS2.
- Proteína de la matriz.
- Glicoproteínas de membrana: Hemaglutinina (HA) y Neuraminidasa (NA).

La hemaglutinina (HA) es un trímero formado por tres polipéptidos cada uno de los cuales tiene una secuencia señal. Tras ella, aparece un dominio rico en sitios de glicosilación, y finalmente, una zona hidrófoba: el péptido fusogénico, que va a ser el responsable de la fusión de la membrana vírica con la celular para permitir la entrada a la célula. Por último, otra zona con la que se ancla a la membrana.
Se caracteriza por tener varios puentes disulfuro internos responsables de la estructura. Para que la proteína sea funcional, debe producirse un corte justo antes del péptido fusogénico. Si no se produce este corte, la proteína es afuncional y el virus no puede infectar. Las dos partes cortadas de la molécula siguen unidas por puentes disulfuro.
La neuraminidasa (NA) es un tetrámero formado por pequeños polipéptidos con una región de anclaje a membrana y una región globular funcional. Las zonas más expuestas funcionan en el reconocimiento del hospedador, pero también como determinantes antigénicos.

## Organización del genoma
El genoma de los virus de Influenza están fragmentados en 8 moléculas (7 en Influenzavirus C): Las 6 primeras codifican una proteína cada una. Las 2 últimas, codifican dos proteínas cada una.
El fragmento 7 codifica la proteína de la matriz (M1)y una segunda proteína capaz de funcionar como canal iónico en la membrana (M2).
El fragmento 8 codifica proteínas que mejoran la efectividad de la infección. Algunas zonas del genoma se aparean para ganar resistencia contra ARNasas celulares. Todos los fragmentos están unidos a nucleoproteínas. En el interior de la partícula, además, está la ARN-Pol, que es un complejo de tres proteínas codificadas por los fragmentos 1, 2 y 3.
El ARN del virus, solo funciona como molde para la ARN-Pol si está unido a las nucleoproteínas.
Se producen dos procesos de polimerización: Formación de ARNm y formación de ARN (+) como intermediario replicativo.

## Ciclo replicativo

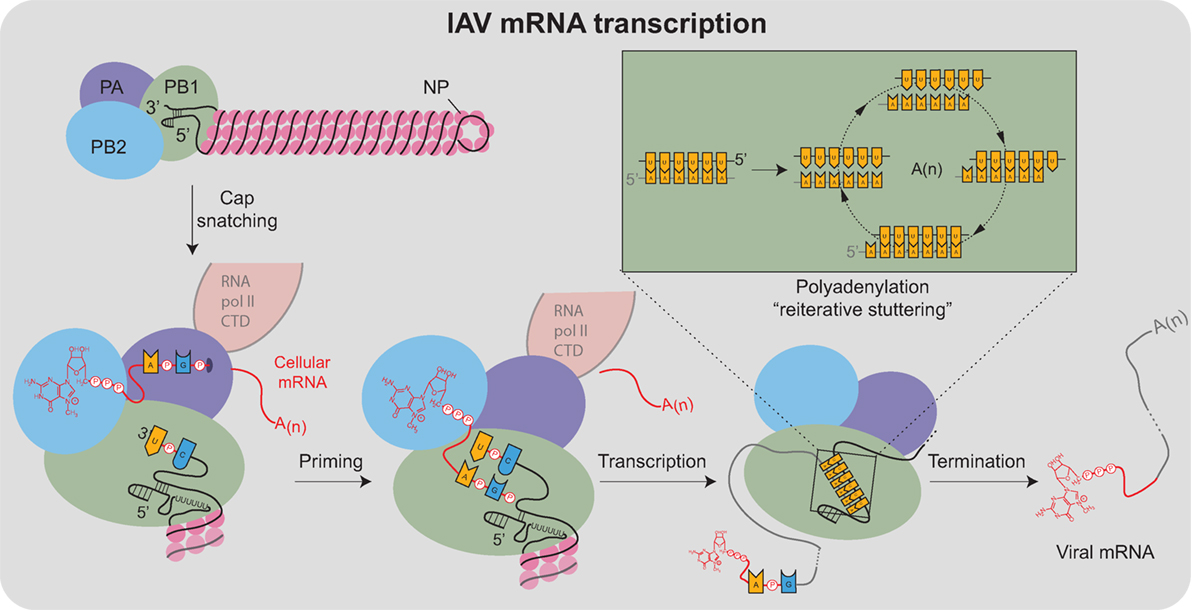
Transcripción de ARNm de IAV por la polimerasa viral. La transcripción del ARNm viral ocurre cuando las ribonucleoproteínas virales alcanzan el núcleo de la célula huésped y es asistida por la asociación de la polimerasa viral (subunidad PA) con el dominio C-terminal de la ARN polimerasa II celular (ARN pol II CTD). La transcripción se inicia mediante un mecanismo de "robo de tapa" en el que la subunidad PB2 se une a la tapa 5' de un ARNm del huésped (rojo). La unión de cap posiciona la región del ARNm 10 a 13 nucleótidos aguas abajo para la escisión por el dominio de endonucleasa en la subunidad PA. Después de la escisión, un cambio conformacional reposiciona el cebador cubierto de ARNm adquirido en la subunidad PB1, donde las bases del extremo 3' se emparejan con una secuencia complementaria en el extremo 3' del ARNv. Después del evento de cebado, la polimerasa viral extiende la transcripción del ARNm. La transcripción finaliza mediante un proceso de "tartamudeo reiterativo" (representado en el recuadro), que ocurre cuando la polimerasa encuentra las 5 a 7 bases de uracilo consecutivas en el extremo 5' del vRNA. La función de "tartamudeo reiterativo" probablemente implica múltiples ciclos de disociación y reasociación, y poliadenila eficazmente [A(n)] el ARNm viral reposicionando continuamente el extremo 3' alargado en la región rica en uracilo de la plantilla de ARNv.

Toda la primera fase del ciclo replicativo es estándar de acuerdo a los virus ARN con polaridad negativa. La principal particularidad es que el proceso de replicación no se lleva a cabo si se trata con amantidina (inhibe la ARN-Pol celular) o si se infectan células anucleadas. Esto se debe a que los procesos de replicación y transcripción ocurren en el núcleo.
1. En el ciclo de infección del virus, las primeras dianas son células epiteliales en las que el virus reconoce restos de ácidos siálicos de las glicoproteínas de membrana a través de la hemaglutinina. Aquí actúa la neuraminidasa, que hidroliza estos restos de ácidos siálicos de las proteínas a las que pertenecen, evitando que el virus quede anclado a los ácidos siálicos de la mucoproteínas que recubren los epitelios.
2. La entrada se produce por endocitosis. El endosoma se fusiona con un lisosoma, lo que baja el pH. Esto provoca un cambio en la hemaglutinina, que va a interaccionar con la membrana del endosoma. Las cabezas globulares de la proteína se apartan hacia un lateral y queda expuesto el péptido fusogénico, que es hidrófobo. Esta secuencia hidrófoba busca su estabilidad integrándose en la membrana del endosoma. En este momento, una región bisagra de la proteína acerca ambas membranas, facilitando su fusión.
Paralelamente a esto, la proteína M2 bombea protones al interior del virión, lo que induce la liberación de la proteína de la matriz y de los complejos ribonucleoproteícos, que al fundirse las membranas, salen libres al citoplasma.
3. El ingreso del genoma del virus en el núcleo se produce gracias a mecanismos celulares. Las nucleoproteínas tienen afinidad por una serie de intermediarios que interaccionan con el complejo del poro nuclear, permitiendo el acceso al núcleo. Esto solo puede ocurrir si las nucleoproteínas están libres, es decir, no asociadas a la proteína de la matriz.
4. Una vez en el núcleo se produce la transcripción. La lleva a cabo la ARN-Pol del virus, siempre y cuando el ARN esté unido a las nucleoproteínas. La enzima necesita usar como cebador un CAP con unos cuantos nucleótidos.
Como hemos dicho, la ARN-Pol está formada por tres proteínas:
-La PB1 tiene actividad endonucleasa y ARN-Pol. Tiene 3 regiones: dos de reconocimiento de los extremos del virus y otra que es el centro activo.
-La PB2 tiene un sitio de unión al CAP, de manera que se asocia a los mensajeros celulares.
La PB2 se une al CAP de un mensajero celular. La PB1 corta este mensajero, dejando el CAP y una pequeña secuencia de nucleótidos, que será usada como cebador. Después reconoce los extremos del fragmento de ARN vírico a transcribir, e inicia el proceso. La cola de poliA se añade al final, gracias a que la polimerasa copia varias veces seguidas un mismo fragmento de poli U.
De este modo, se forma una copia de ARN (+) de cada fragmento, excepto de los segmentos 7 y 8 que se copian varias veces. Estos, además, se caracterizan porque necesitan splicing ("maduración" del ARN), que puede darse de dos modos:
-En etapas tempranas: Se elimina un gran intrón y queda un mensajero no codificante.
-En etapas tardías: Se elimina un intrón mucho más pequeño y da una de las proteínas.
-Si no se procesa, da la otra proteína.
5. Una vez que tenemos los ARNm, estos van a dos lugares: citoplasma (aquellas proteínas con señales de reconocimiento nuclear, que en cuanto se sintetizan, vuelven al núcleo) o RER (aquellas proteínas con péptido señal, que serán glicosiladas y acabarán asociadas a la membrana)
6. La replicación se lleva a cabo por el mismo mecanismo enzimático, pero con la diferencia de que no se usa un cebador con CAP, ni se añade la cola de PoliA. Esto se debe a que a lo largo del proceso de transcripción, terminan por agotarse los CAP del hospedador.
7. Una vez que tenemos todas las piezas del virus, estas han de ensamblarse. En el núcleo se asocia el ARN con las nucleoproteínas, y estas, con las proteínas de la matriz, que han englobado también a la ARN-Pol. Todo el complejo, interacciona con el complejo de poro nuclear, y sale al citoplasma. El ARN del virus no vuelve a entrar al núcleo, porque ya está asociado a la proteína de la matriz.
8. Por último, se reconocen las zonas de la membrana con proteínas víricas, y se libera el virus por gemación.
Estos viriones no son capaces de infectar a otras células ya que necesitan del procesamiento de la hemaglutinina. El procesamiento depende de las proteasas que secretan algunas de las células del epitelio intestinal o respiratorio. Cuanto más eficiente sea este proceso, más o menos virulentas serán las cepas.

## Control
Una vacuna inactiva es creada cada año para combatir las cepas de Influenza que se anticipan.